# Station Viry-Châtillon
Station Viry-Châtillon is een spoorwegstation aan de spoorlijn Villeneuve-Saint-Georges - Montargis. Het ligt in de Franse gemeente Viry-Châtillon in het departement Essonne (Île-de-France).

## Geschiedenis
Het station is in januari 1959 geopend.

## Ligging
Het station ligt op kilometerpunt 22,730 van de spoorlijn Villeneuve-Saint-Georges - Montargis. Ten zuiden van de spoorlijn begint de spoorlijn Grigny - Corbeil-Essonnes.

## Diensten
Het station wordt aangedaan door verschillende treinen van de RER D:
- tussen Villiers-le-Bel - Gonesse/Goussainville en Corbeil-Essonnes;
- tussen Villiers-le-Bel - Gonesse/Juvisy Melun via Évry - Courcouronnes. Tijdens deze spits rijden de treinen niet verder van Juvisy, in de daluren rijden de treinen verder naar Villiers-le-Bel - Gonesse.

## Vorige en volgende stations
| Richting                                      | Vorig station | Lijn  | Volgend station | Richting            |
| --------------------------------------------- | ------------- | ----- | --------------- | ------------------- |
| Villiers-le-Bel - Gonesse D5/Goussainville D7 | Juvisy        | RER D | Ris-Orangis     | Corbeil-Essonnes D6 |
| Juvisy                                        | Juvisy        | RER D | Grigny - Centre | Melun D2            |